# 레니 린
레니 린(Leni Lynn, 1923년 5월 3일 ~ 2010년 1월 1일)은 미국의 배우, 영화배우이다.

## 영화
- 훌라벌루 (1940년)
- 여자들 (1939년)
- 베이비 인 암스 (1939년)